# 三宅忠一
三宅 忠一（みやけ ちゅういち、1900年2月15日 - 1980年5月23日）は、民藝運動家、実業家。岡山県出身。

## 略歴
- 1935年ころ、柳宗悦の「工芸の道」を読み、感銘を受けて民藝運動に参加。
- 1950年、大阪に日本工芸館を設立。
- 1952年、大阪市永楽町(現・北区曽根崎新地)スエヒロ店にて牛肉の水炊きをしゃぶしゃぶの名前として考案、販売。[3]
- 1959年、日本民藝協会を離反して、日本民芸協団を設立。[4]
- 1979年、大阪文化賞受賞[5]

## 著書
- 「薩摩の田の神」
- 「民窯」